# Carl Larsen
Carl Otto Laurits Larsen, född 3 juni 1886, död 4 december 1962, var en dansk gymnast.
Larsen tävlade för Danmark vid olympiska sommarspelen 1912 i Stockholm, där han var med och tog silver i lagtävlingen i svenskt system. 